# Endytofilia
Endytofilia (endytophilia, endytolagnia, gr. endemia „pozostawać”) – możliwość odczuwania przyjemności seksualnej przede wszystkim, gdy partner pozostaje w ubraniu podczas stosunku.